# Połtina

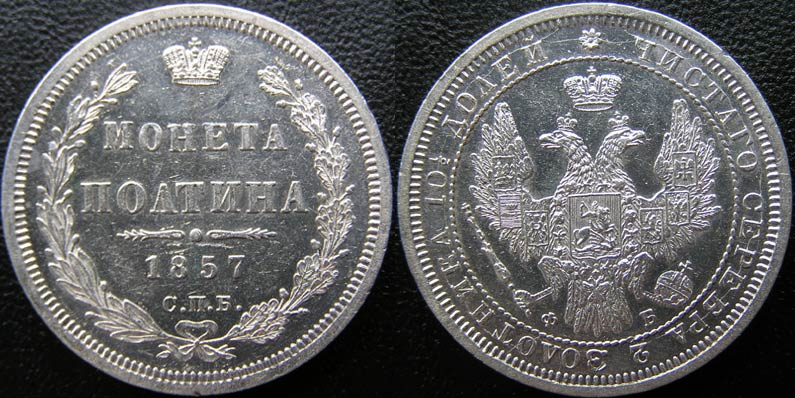
Połtina z roku 1857

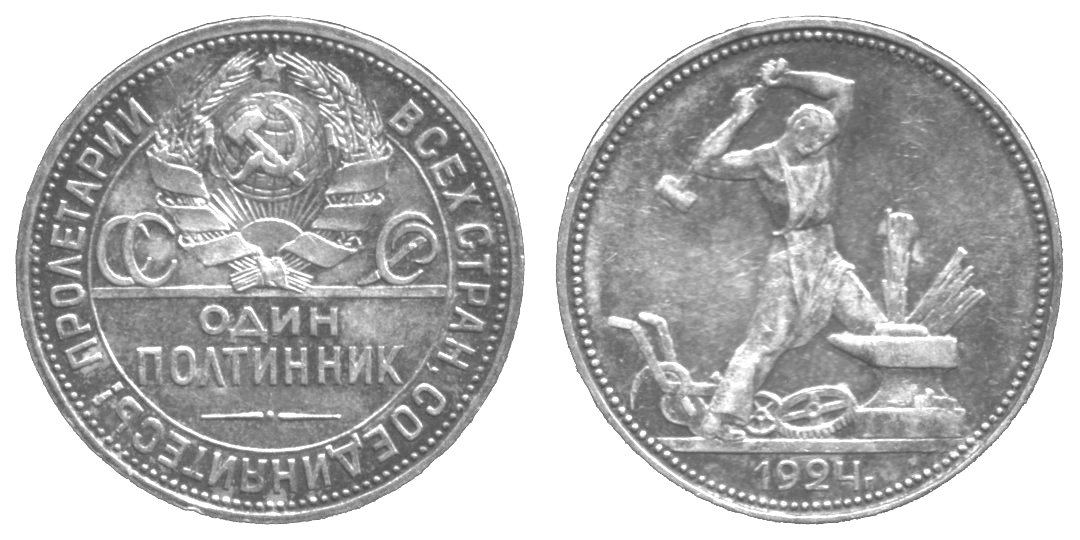
Połtinnik z roku 1924

Połtina lub połtinnik – przyjęta w Polsce w obrocie numizmatycznym nazwa własna rosyjskiej monety wartości pół rubla, tj. 50 kopiejek, mająca taką wytłoczoną nazwę. Ostatni raz w Rosji monety z nazwą połtinnik bito w latach 20. XX wieku. We współczesnym języku rosyjskim występują obie nazwy, ale częściej połtinnik.
Pierwszy raz w obrocie jednostka pieniężna z taką nazwą pojawiła się w XIII wieku – jest wspominana w latopisach. Była to połówka sztabki rublowej, zwykle srebrnej o masie około 94 gramów (rubel moskiewski). W XV i na początku XVI wieku połtina nie występowała w obrocie, natomiast stosowano nazwę jako pojęcie rozliczeniowe. W roku 1654 rozpoczęto bicie monety połtina z miedzi – miała wagę 16 do 20 g, średnicę 45 mm. W 1699 pojawiły się ponownie połtiny ze srebra. Pod koniec XIX wieku połtiny znikają z obrotu.
Spotykane są informacje o półpołtinnikach (25 kopiejek, ros. połupołtinnik, połupołtina). Według S. Orgelbranda, Encyklopedia Powszechna (1898), tom XII z 1902, str. 177, nazwa połtina określa srebrną monetę 50 kopiejek, a połtinik (przez jedno n) – 25 kopiejek.